# Лужнице
Лу́жнице (чеш. Lužnice) или Ла́йнзиц (нем. Lainsitz) — река в Нижней Австрии на северо-востоке Австрии и Южно-Чешском крае на юге Чехии, правый приток средней Влтавы.
Длина — 208 км, из которых 153 км на территории Чехии. Площадь водосборного бассейна — 4226 км². Средний расход воды в устье — 24,3 м³/с.
Начинается в Новоградских горах. В верховье несколько раз пересекает чешско-австрийскую границу. В нижней половине до Табора течёт преимущественно на север, потом поворачивает на юго-запад. Впадает во Влтаву ниже города Тин-над-Влтавоу.
Притоки: Нежарка, Смутна.
Лужнице является популярной рекой для водного туризма в Чехии.